# Lysionotus wilsonii
Lysionotus wilsonii là một loài thực vật có hoa trong họ Tai voi. Loài này được Rehder mô tả khoa học đầu tiên năm 1916.